# Callancyla croceicollis
Callancyla croceicollis là một loài bọ cánh cứng trong họ Cerambycidae.